# Stade Georges Spitz
Stade Georges Spitz – wielofunkcyjny stadion w Le Robert, na Martynice. Jest obecnie używany głównie do meczów piłki nożnej i gości domowe mecze klubu US Robert. Stadion mieści 2000 osób.